# Tượng đài Rutherford
Tượng đài Rutherford là một tượng đài tưởng niệm nằm giữa Anwoth và Gatehouse of Fleet ở Dumfries và Galloway, Scotland. Nó được dành tặng cho nhà thần học thế kỷ 17 Samuel Rutherford, người đã làm mục sư tại Nhà thờ cổ Anwoth gần đó. Tượng đài được xây dựng vào năm 1842 bằng đá granite với hình dáng một kim tự tháp. Nó đã bị thiệt hại nặng nề do sét đánh vào năm 1847, và được xây lại vào năm 1851. Tượng đài được liệt vào danh sách B là một công trình được bảo tồn.

## Miêu tả

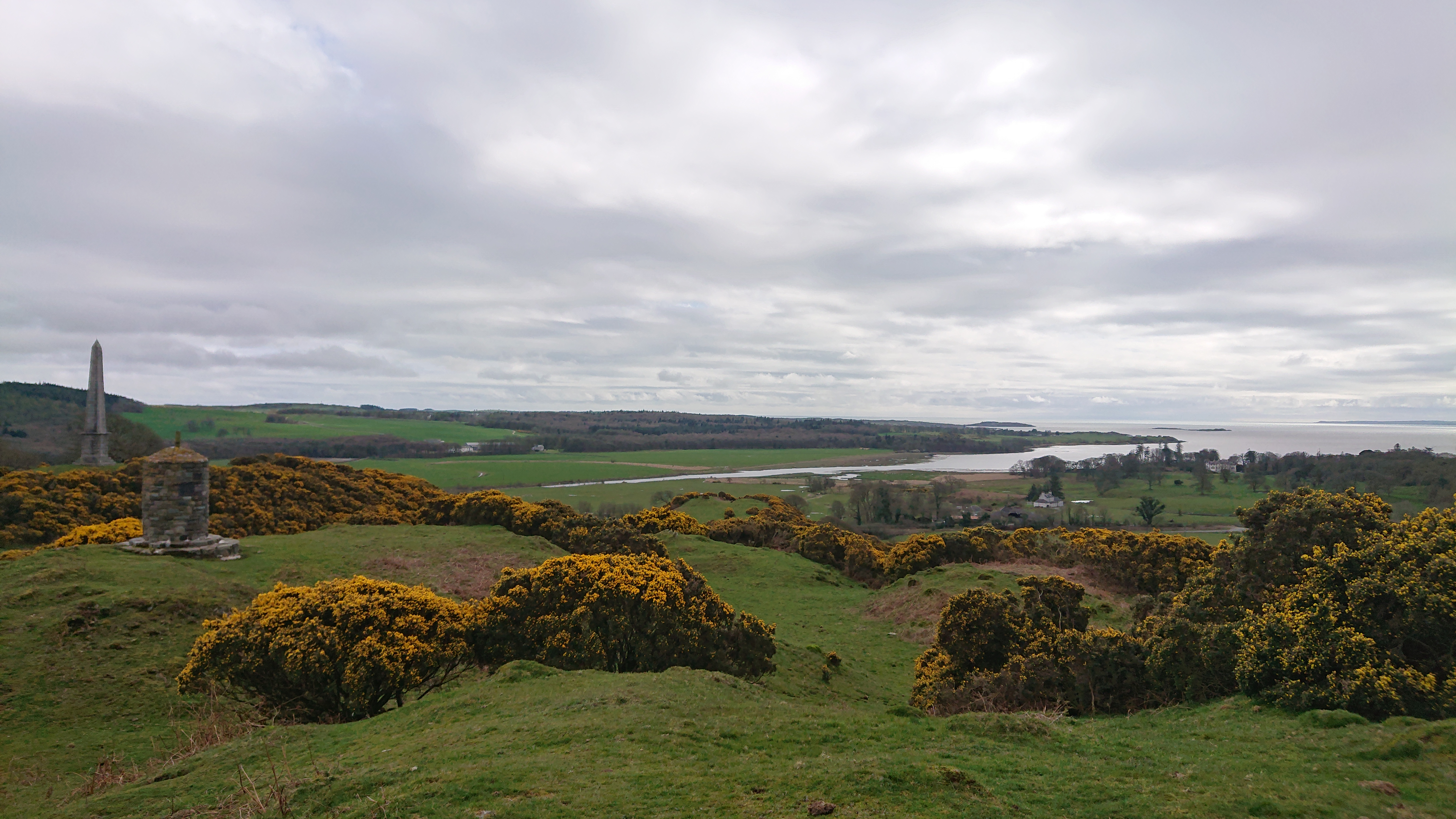
Tượng đài Rutherford và Tượng đài Thiên niên kỷ, nhìn về hướng tây nam đến Wigtown Bay

Tượng đài đứng trên đồi Boreland, giữa Anwoth và Gatehouse of Fleet. Nó là một tấm tháp kim tự tháp, cao 56 foot (17 m), được làm bằng đá granite sáng bóng, đặt trên một cơ sở vuông vắn được bao quanh bởi một dãy nỉ. Trên mặt phía nam của nó, có một đoạn chữ tưởng niệm Samuel Rutherford, viết rằng:

Tưởng niệm Đức cha Samuel Rutherford, mục sư giáo xứ Anwoth từ năm 1627 đến năm 1639 khi ông được bổ nhiệm làm Giáo sư Thần học tại Đại học St Andrews, nơi ông qua đời vào năm 1661. Tượng đài này được xây dựng vào năm 1842 để tưởng nhớ tài năng xuất chúng, học thức sâu rộng, tâm hồn sùng đạo nhiệt thành, tận tụy trong việc phục vụ Giáo hội và những nỗ lực nổi bật của ông trong việc bảo vệ tự do tôn giáo và dân sự. "Người công chính sẽ được tưởng niệm mãi mãi" (Thi Thiên 112:6).
Trên mặt phía bắc của tượng đài là một đoạn chữ khác, ghi lại việc phục dựng tượng đài sau khi bị sét đánh:
Bị sét đánh vào năm 1847, xây dựng lại vào năm 1851.
Ở khoảng cách ngắn về phía đông bắc của Tượng đài Rutherford là một tượng đài nhỏ khác, được gọi là Tượng đài Thiên niên kỷ, được xây dựng vào năm 2000 để tưởng nhớ tất cả các mục sư của giáo xứ Anwoth và Girthon kể từ khi Cải cách tôn giáo Scotland diễn ra.

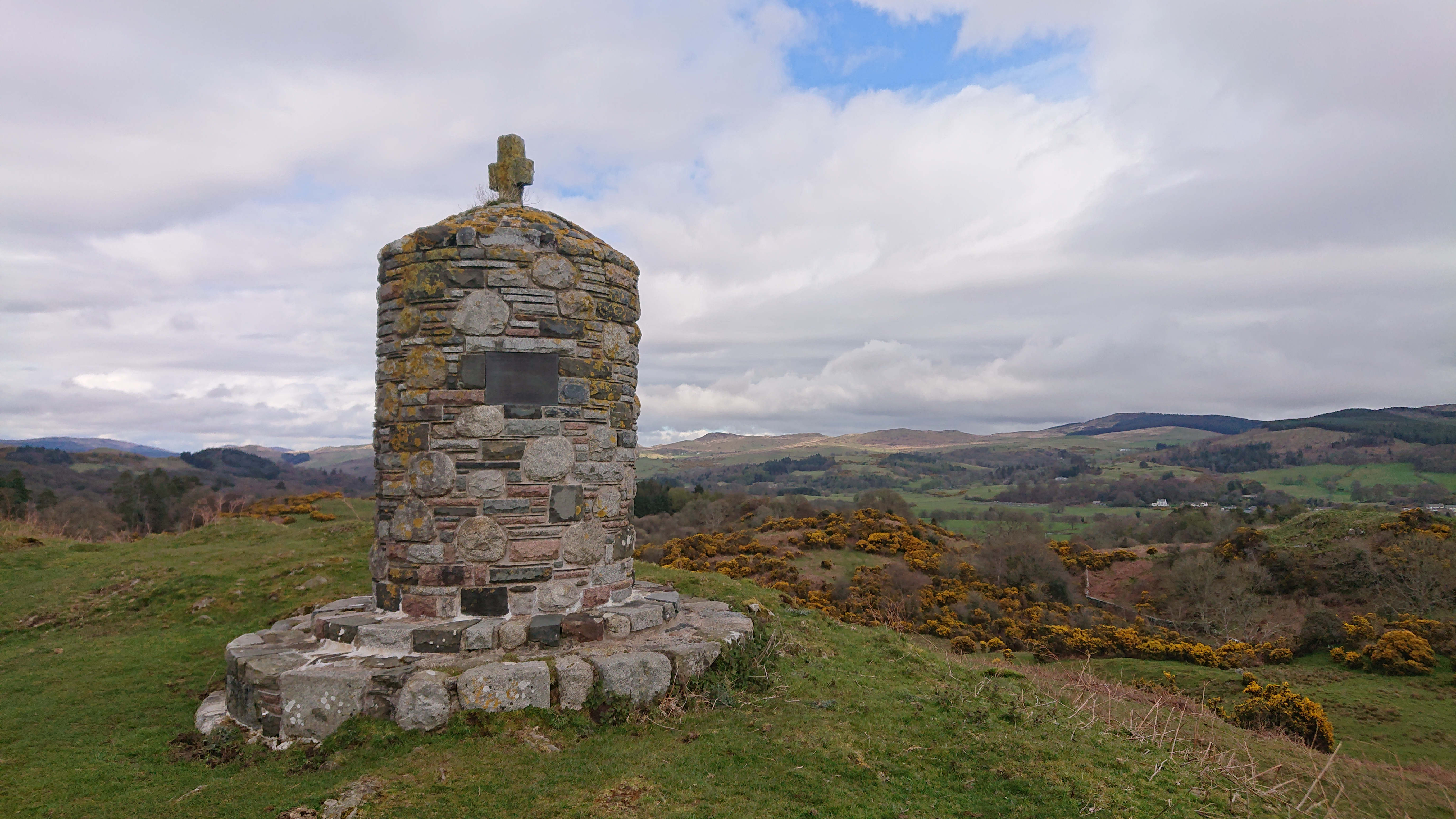
Ảnh của Tượng đài Thiên niên kỷ nằm gần đó

## Lịch sử
Vào năm 1838, một chiến dịch được khởi xướng để gây quỹ xây dựng một tượng đài để tưởng nhớ Samuel Rutherford, người đã làm giáo sĩ tại Nhà thờ cổ Anwoth vào thế kỷ 17. Đến năm 1842, khi tiền gây quỹ đã đủ và công trình được xây dựng bởi thợ đá John Stewart và công ty của ông, J & J Stewart.   Năm 1847, tượng đài bị sét đánh và bị phá hủy nghiêm trọng; việc gây quỹ để khôi phục lại bắt đầu và đến năm 1851 đã đủ tiền để thuê Robert Hume, một người xây dựng hải đăng, để thực hiện việc sửa chữa.
Vào năm 1971, tượng đài được xếp hạng là tòa nhà kiến trúc loại B.
Vào đầu thế kỷ 21, các lớp đá trên cùng của tượng đã trở nên lỏng lẻo, và lo ngại rằng cấu trúc có thể sập đổ. Năm 2016, cuộc quyên góp được bắt đầu một lần nữa để phục hồi cấu trúc, và công việc được thực hiện trong năm 2017 và 2018 để ổn định nó.